# Symmachia suevia
Espèce
Symmachia suevia est un insecte lépidoptère appartenant à la famille  des Riodinidae et au genre Symmachia.

## Taxonomie
Symmachia suevia a été décrit par William Chapman Hewitson en 1877.

## Description
Symmachia suevia est un petit papillon (d'une envergure  d'environ 23 mm) au bord costal bossu, à l'apex des ailes antérieures et postérieures et l'angle anal des ailes postérieures pointus. Les deux faces sont jaune orangé avec une ornementation marron et blanc. Aux ailes antérieures une très large bordure du bord externe et du bord costal à damiers marron et blanc laisse une plage orange le long du bord costal. L'aile postérieure est orange avec une bande marginale de gros points marron doublée d'une bande submarginale Quelques taches marron sont disséminées sur le reste de l'aile postérieure et sur la plage orange de l'aile antérieure.

## Écologie et distribution
Symmachia suevia est présent en Équateur.

### Protection
Pas de statut de protection particulier.